# Tiaan Swanepoel
Pour les articles homonymes, voir Swanepoel.
Pas d'image ? Cliquez ici

a Compétitions nationales et continentales officielles uniquement.

b Matchs officiels uniquement.
Dernière mise à jour le 11 décembre 2023.
Tiaan Swanepoel, né le 4 juin 1996 à Windhoek (Namibie), est un joueur international namibien de rugby à XV évoluant aux postes de demi d'ouverture ou d'arrière.

## Biographie
Formé à l'Academy de la Western Province, avec qui il est champion avec les moins de 21 ans, Tiaan Swanepoel a à la fois étudié à la Stellenberg High School (en) et joué pour le club de l'université de Stellenbosch, les Maties. Il apparaît une seule fois en tant que joueur professionnel avec la Western Province, du fait d'une blessure et de la concurrence. En 2019, il signe un contrat en club, également en Australie, pour West Harbour, s'entraînant alors le soir après ses journées de travail pour subvenir à ses besoins.
La même année, il est recruté par la province des Golden Lions et par la franchise des Lions, qui le suivait depuis ses années juniors, avant de faire ses débuts en Super Rugby avec les Lions en début d'année 2020 contre les Jaguares. Du fait des confinements liés à la pandémie de Covid-19, d'une blessure au tendon et du retour d'Andries Coetzee à la compétition, son temps de jeu reste limité.
Capable de jouer en tant que demi d'ouverture, il devient l'arrière de choix des Golden Lions et également leur buteur attitré à la place d'Elton Jantjies. Lors de la Currie Cup 2021, il marque la pénalité de la gagne pour son premier match, puis guide les Golden Lions jusqu'en demi-finale, devenant de plus en plus confiant dans son jeu. Dans cette compétition, il finit notamment deuxième meilleur marqueur de points (63) et affiche parmi les meilleures statistiques dans de multiples compartiments du jeu.
En mai 2021, il se fracture la jambe lors d'un match de Pro14 Rainbow Cup contre les Bulls, qui l'éloigne des terrains plus de 2 mois. Il fait son retour avec les Lions en janvier 2022 en entrant depuis le banc face aux Sharks.
Il est réputé pour la longueur de ses coups de pied, réussissant souvent ses tentatives à plus de 50 mètres des poteaux. Il s'est fait connaître avec une pénalité de 64 mètres avec les Lions contre la Western Province.
Tiaan Swanepoel fait ses débuts internationaux à l'été 2023 avec l'équipe de Namibie, puis est sélectionné pour la Coupe du monde 2023.
En novembre 2023, il est annoncé qu'il rejoint le Japon et les NEC Green Rockets à partir de la saison 2023-2024 de la League One.

## Statistiques en équipe nationale
| Année | Compétition    | Matchs | Points | Essais |
| ----- | -------------- | ------ | ------ | ------ |
| 2023  | Test matchs    | 2      | 11     | -      |
| 2023  | Coupe du monde | 3      | 22     | -      |
| Total | Total          | 5      | 33     | -      |